# Village ibérique d'Ullastret
Le village ibérique d'Ullastret est un site archéologique situé dans la commune d'Ullastret, au Baix Empordà, dans la province de Gérone, en Catalogne, en Espagne.

## Situation
Le village ibérique du puy de Sant-Andreu d'Ullastret est le plus grand de Catalogne. C'était peut-être la ville principale de la tribu ibérique que les anciens auteurs appelaient Indigetes. La fondation du village ibérique d’Ullastret remonte à la première moitié du VIe siècle av. J.-C., bien qu'on ait identifié des habitats antérieurs datés du début de l'Âge du fer. Le village était édifié sur un promontoire et ceint d’une muraille, d’où l’on pouvait surveiller l'ensemble du territoire environnant.
Le village fait partie d'un plus vaste ensemble archéologique de l'époque ibérique, dont nous connaissons un autre village, une nécropole et une série de petits établissements dispersés.

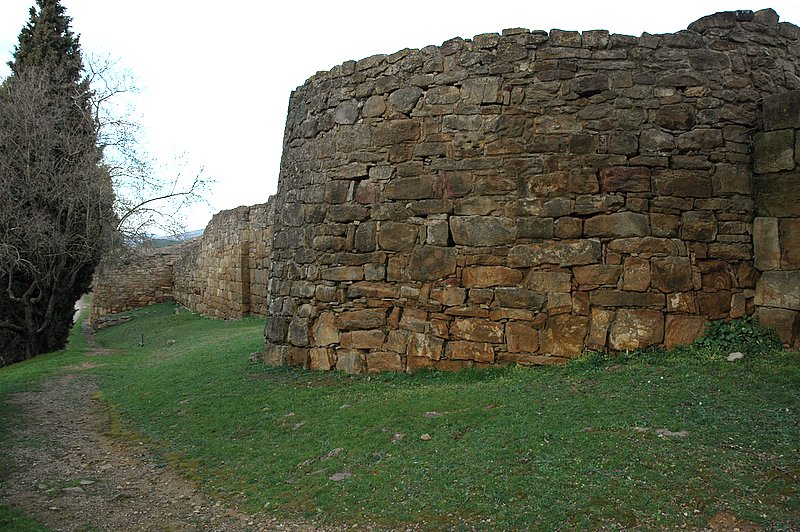
Une partie des murailles

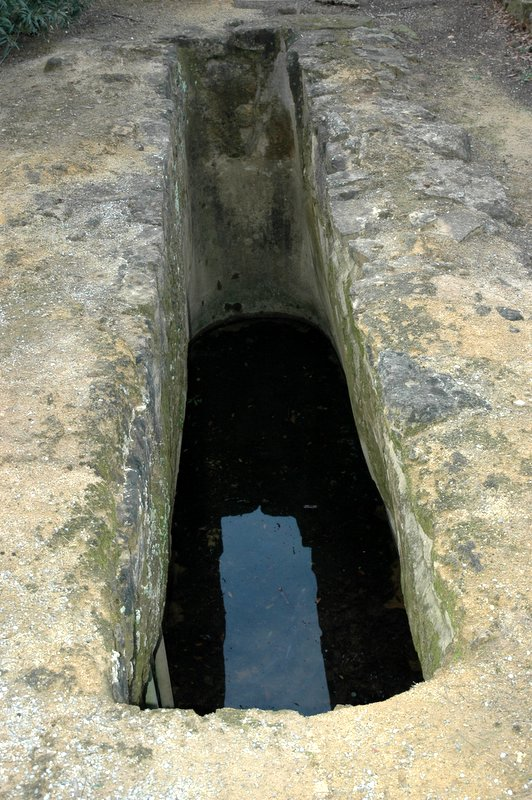
Une citerne

## Description

### Muraille
C'est l'une des fortifications indigènes les plus développées de la péninsule Ibérique. La muraille actuelle est le résultat de plusieurs étapes de construction et de différentes réparations. Nous en connaissons plus de 930 m des tronçons ouest, sud et une partie à l'est, mais elle entourait sans doute entièrement le village. La partie la plus complexe d'un point de vue architectural se trouve à l'ouest (on la rencontre en arrivant sur le site) ; elle défendait le secteur le plus vulnérable de la ville.
La muraille est renforcée par sept tours à l'ouest, séparées les unes des autres d'environ 28 m, une tour à l’extrémité nord de la muraille et une tour de guet sur le côté méridional de la ville, à côté de l'enceinte des temples. Neuf portes d'entrée dans la ville ont été localisées à ce jour. Certaines de ces portes ont été découvertes murées, preuve qu’elles n’étaient déjà plus utilisées dans les derniers temps du village.
Grâce à plusieurs prospections géophysiques récentes, un énorme fossé de défense a été découvert parallèlement au tracé de la fortification du versant est de la colline.

### Zone des temples
Sur les hauteurs du village, un quartier sacré comprend les vestiges de deux temples. Cette disposition d'un espace sacré sur les hauteurs rappelle celle de nombreuses cités grecques, où l'acropole ou les sanctuaires s'élevaient au-dessus de la ville.
Le temple du côté sud est le seul bâtiment public dont le plan ait été relativement conservé, permettant ainsi d'étudier les caractéristiques de construction du bâtiment. Rectangulaire, il comprenait un vestibule et des contreforts externes. Il conserve des restes de revêtement de sol, à base de mortier étanche de sable, de chaux et de céramique, agrémenté de tesselles blanches. À environ un mètre de ce temple, sur le côté nord et en parallèle, les vestiges d'un autre temple de grandes dimensions, situé en partie sous le bâtiment du musée actuel, ont été conservés.
Plusieurs types de mosaïques, de stucs, de moulures et de corniches y ont été trouvés, donnant ainsi une idée du décor de ces bâtiments. De nombreux ex-voto de terre cuite moulée, représentant le visage de personnages mythologiques, ont également été mis au jour. Les ex-voto étaient revêtus de peinture polychrome, qui n'a que faiblement subsisté.

### Maisons
La structure urbaine du puy de Saint-Andreu épouse le tracé escarpé de la colline grâce à des terrasses qui augmentent l'espace constructible.
Il ne reste des murs des maisons que les socles de pierre de différentes hauteurs, unis par de la glaise. La partie supérieure était en brique ou en pisé. Dans certains cas, les murs en pierre sont revêtus à l'intérieur d'un crépi de glaise, qui pouvait être peint, mais une telle pratique ne devait pas être très courante. À l’extérieur, les murs étaient imperméabilisés à l'argile.
La toiture des maisons se composait de poutres en bois et de branches recouvertes de terre glaise. Le sol était généralement en terre battue, presque sans aucun apprêt. Les pièces recouvertes de dalles ou de mortier de chaux sont peu nombreuses.
Presque toutes les maisons d'Ullastret sont de plain-pied et un grand nombre d'entre elles n'ont qu'une ou deux pièces. Cependant, dans la partie centrale du site, un grand bâtiment de caractère aristocratique a été identifié. Il est structuré autour d'une grande cour centrale.

## Musée
Un musée de site présente les vestiges archéologiques notables trouvés dans le village et aux alentours. Le musée présente la culture ibérique dans le nord-est de la Catalogne au travers des sites qui composent l'ensemble archéologique d'Ullastret : le puy de Sant-Andreu, l’Illa d’en Reixac, et la nécropole du puy de Serra dans la Serra de Daró.
La présentation des objets et des découvertes s'organise autour de deux types de vitrines-panneaux : les premières donnent des informations générales sur la chronologie, le paléoenvironnement, la formation et les caractéristiques de la culture ibérique ; les secondes abordent des sujets particuliers tels que le commerce, les croyances religieuses, les rites funéraires, l'urbanisme et l'économie.

### Objets notables

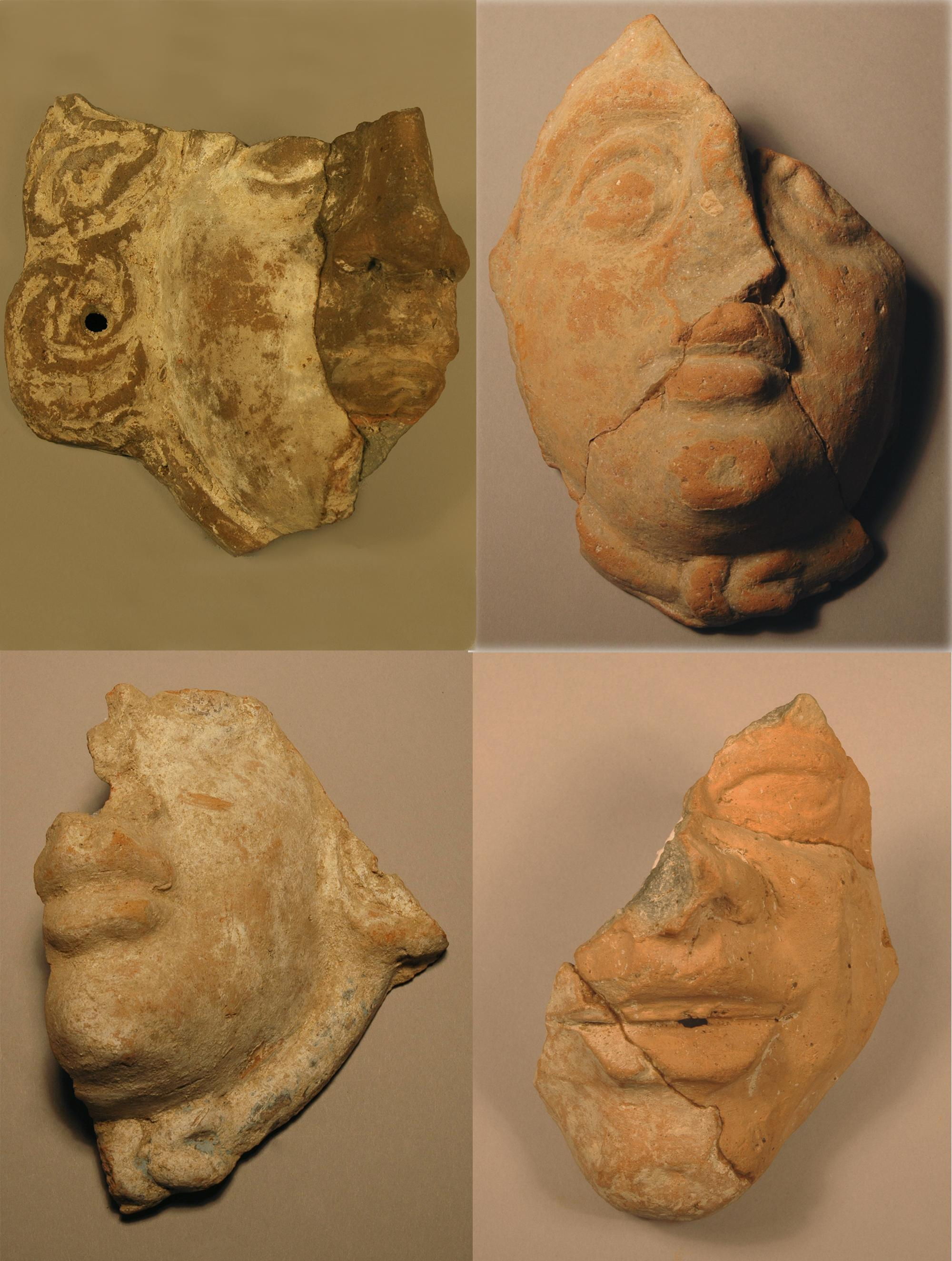
Masques en terre cuite

- Marteau taillant. Marteau taillant à la forme allongée, avec un orifice pour y emboiter un manche en bois. Cet outil en fer présentait une pointe en forme de hache qui servait à marquer et à tailler la pierre, tandis que l'autre extrémité était utilisée pour l'écraser ou la casser. De tels outils servaient à extraire les gros blocs de pierre provenant de l'excavation du fossé ou de l'exploitation des carrières situées au nord et au sud du puy de Sant-Andreu, blocs qui étaient ensuite utilisés pour construire la muraille.
- Masque en terre cuite. Fragment de terre cuite en forme de visage. Cette pièce a été trouvée lors des fouilles du lieu sacré du puy de Sant-Andreu, à l'intérieur du réservoir qui se trouve en face du plus grand temple. Trente-six fragments supplémentaires de terre cuite ont été trouvés dans ce site cultuel, à l'intérieur du réservoir et parmi les ruines des deux temples. On pense qu'il s'agit d'ex-voto qui devaient être exposés sur les parois intérieures des temples, en rapport avec les cultes pratiqués en ces lieux. Les études réalisées jusqu'à présent suggèrent qu'ils correspondent probablement à des représentations de divinités.
- Représentation en terre cuite du dieu Bès. Terre cuite représentant le dieu Bès sous les traits d’un nain barbu d'aspect grotesque, vu de face, avec une main levée, tirant la langue et portant un court jupon. Il devait porter un panache sur la tête, qui n'a pas été conservé, et il était sans doute entièrement revêtu d’un décor polychrome. Le dieu Bès, divinité qui gagna de l'importance au panthéon égyptien au fil du temps, fut adopté par les Phéniciens qui le répandirent dans toute la Méditerranée. C’était une divinité qui protégeait la maison et ses habitants en général, en particulier les femmes enceintes et ceux qui y dormaient.
- Le vase des chevaux. Le Vas dels cavalls (le vase des chevaux) est une jarre en poterie au tour, décorée de peinture blanche. C’est une production caractéristique de la zone indiketa. Ullastret et ses alentours constituent l'un des principaux centres de production. Ce vase est une pièce unique ; outre les motifs géométriques et végétaux, son décor présente, comme cela est habituel, une scène où l'on voit un cavalier sur sa monture, tenant un autre cheval par les rênes.
- Crane traversé par un clou en fer. Crâne d’un individu de sexe masculin âgé entre 40 et 50 ans, traversé obliquement par un clou en fer de façon à tenir la tête et la fixer sur un mur ou autre structure. Ce rituel était une pratique relativement habituelle chez les peuples gaulois méditerranéens et dans les tribus ibères du nord de la Catalogne actuelle. Après un combat, ces derniers coupaient la tête des ennemis vaincus et les emportaient chez eux. Ils les exposaient ensuite, accompagnées de leurs armes, sur les façades, dans les porches et dans les cours comme trophées de guerre.
- Lettre ibérique sur plomb. Lettre en caractères ibériques : incisions sur feuille de plomb. De forme rectangulaire allongée, avec des contours irréguliers, elle devait être enroulée en neuf plis. Elle est rédigée sur les deux faces dans l’alphabet ibérique nord-oriental. Sur la face A, six lignes inscrites occupent toute la surface ; sur la face B, une seule ligne, de bout en bout. Il s'agit de l'une des inscriptions ibériques les plus complètes. On peut y lire des noms de personnes et des chiffres, ce qui a permis d'identifier ce document comme une lettre commerciale, semblable aux lettres grecques mise au jour à Empúries et Pech Maho.
- Burette spatulée. Une « sitra » est un flacon en céramique, au corps globulaire dépourvu de col, pourvu d’une poignée et d’un bec sous le bord. Cette burette porte un décor intensément spatulé, très fréquent avec ce type de poterie. Des fragments de ce genre, caractéristique du Haut Moyen Âge, ont été mis au jour en grand nombre lors de fouilles de sites archéologiques d'époque carolingienne menées dans les territoires de la Vieille Catalogne. Celui-ci a été trouvé près de l'un des deux fossés qui protégeaient les côtés sud et ouest du château carolingien.

## Réseau « Iron Age Europe »
Le site archéologique d’Ullastret et son musée sont rattachés au réseau Iron Age Europe. Ce dernier, créé en 2011 à l'initiative du Laténium, en Suisse, est un partenariat international entre les institutions destinées à la recherche, à la préservation et à la valorisation de sites archéologiques comme de collections emblématiques de l’Europe de l’Âge du fer.
Outre Ullastret, ce réseau rassemble à ce jour les sites et les musées archéologiques suivant :
- Bibracte (Bourgogne, France)
- Oppidum d'Ensérune (Béziers, France)
- Musée archéologique Henri-Prades à Lattes (Montpellier, France)
- Munich (Bavière, Allemagne)
- Musée celto-romain de Manching (Bavière, Allemagne)
- Musée archéologique de Francfort-sur-le-Main (Hesse, Allemagne)
- Musée cantonal d'archéologie et d'histoire de Lausanne (Vaud, Suisse)
- Laténium (Neuchâtel, Suisse)
- Musée d'archéologie de Catalogne (Barcelone) (Catalogne, Espagne)